# ビショップ自走砲
ビショップ自走砲（ビショップじそうほう、英語: Ordnance QF 25-pdr on Carrier Valentine 25-pdr Mk 1 "Bishop"）は、第二次世界大戦中のイギリスで開発された自走砲である。
バーチガン 18ポンド自走砲の退役以来、10年ぶりに開発された、イギリス製自走砲であった。

## 概要
北アフリカ戦線における戦闘は機動戦となり、これに対応するためにイギリスは主力野砲兼榴弾砲の25ポンド砲の自走化を必要とした。1941年6月、バーミンガム鉄道客車貨車会社 (Birmingham Railway Carriage and Wagon Company) に新型自走砲の開発が委託された。
1941年8月にはバレンタイン歩兵戦車の車体に25ポンド砲を搭載した試作車両が完成、11月までに100両の生産命令が出された。新しい自走砲には"Ordnance QF 25-pdr on Carrier Valentine 25-pdr Mk 1"（オードナンス 25ポンド速射砲運搬車型バレンタイン Mk.1）の名前が与えられ、一般には“ビショップ(英語: Bishop：「司教」の意)”と呼ばれた。
1942年7月の時点では、80両のビショップが完成し、20両が製造中だった。加えて50両の生産が命令され、さらに200両を追加する選択もあった。しかし、多くの欠陥を抱えていたため、アメリカのM7 “プリースト”自走砲の導入を優先するために追加生産は中止され、結局100両の生産に終わった。
ビショップは1942年から1943年にかけての短い期間運用された後に、M7自走砲やセクストン 25ポンド自走砲に置き換えられる形で一線から退いた。

## 設計

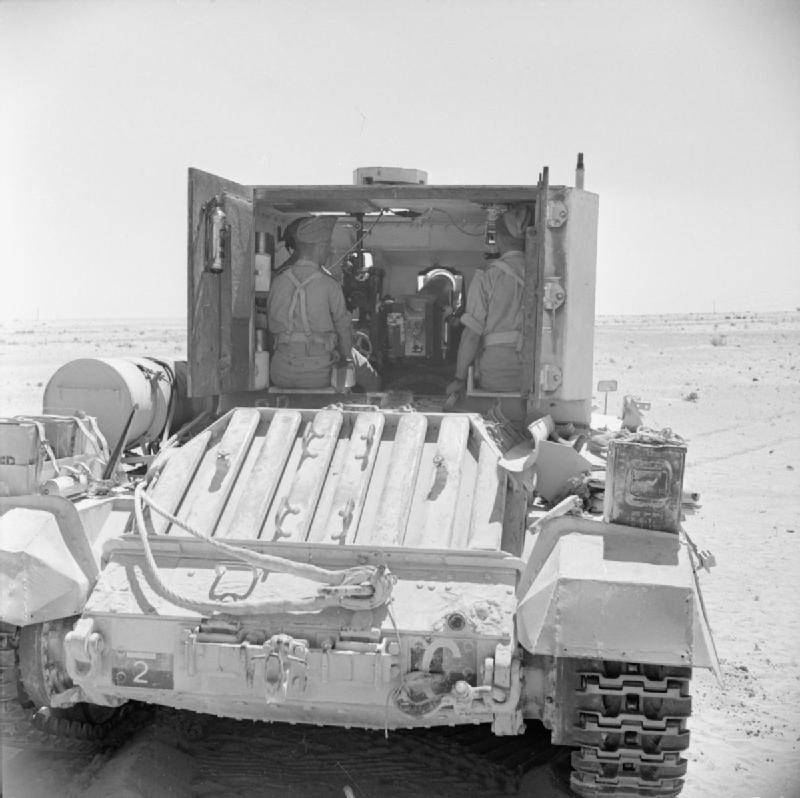
北アフリカ戦線におけるビショップ自走砲。後部ドアを開放した状態。
1942年9月25日の撮影

ビショップはバレンタイン歩兵戦車II型をベースとしている。砲塔の代わりに13～51mm厚の装甲板で構成された固定式の箱型上部構造（回転砲塔ではないので旋回させることはできない）が設置され、内部に25ポンド野戦砲の上部砲架と揺架、そして砲身がそのまま搭載された。“ビショップ”の名は、この大きく高さのある上部構造をカトリック教会の司教（ビショップ）が着用する司教冠に見立てたところから命名されたものである。
上部構造は天井のある密閉式だが、後面はほぼ全面が開く観音開き式のドアとなっており、戦闘中はこのドアを大きく開け放ち、実質的には後面開放式のものとして用いられた。後面の他、天面前部左側には片開き式のハッチがあり、天面後部中央にはベンチレーターがある。
主砲の最大仰角は15度、最大俯角は5度、左右旋回角は8度だったが、砲の搭載方式上から大きな仰角が取れず、更に後座時に砲尾が車体と干渉する事を防ぐために主砲の仰角が制限されたことで、射程は牽引式25ポンド砲の半分に当たる6400ヤード（5900メートル）にまで落ち込んだ。副武装としては近接戦闘用にブレン軽機関銃を搭載した。
車体は原型のバレンタイン歩兵戦車のものがそのまま使われている。車重が増したにもかかわらず機関と変速装置はそのままであり、信頼性こそ高かったものの、機動性には難があった。
乗員は車長、操縦手、砲手、装填手の4名である。

## 運用

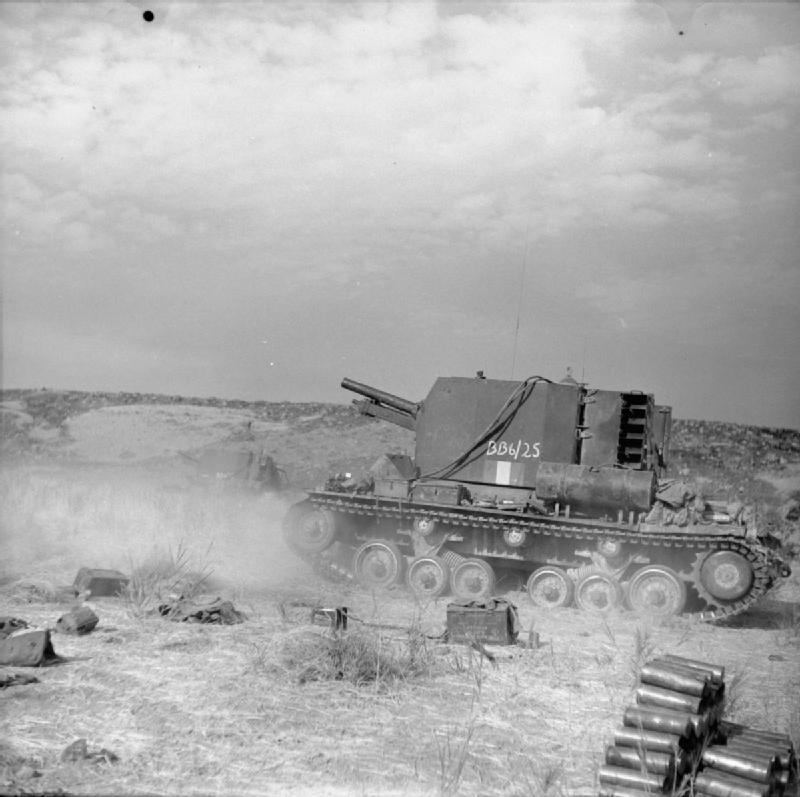
射撃を行うビショップ自走砲。手前側の地面には薬莢が積み上げられている。
第142野戦砲兵連隊の所属車で、1943年7月27日、シシリー島での撮影

ビショップは第二次エル・アラメインの戦いで初陣を迎え、以降イタリア戦の初期まで運用された。箱型の上部構造は内部が狭苦しく作業がし難いと不評で、高すぎる全高のため遠方からでも目立ちやすく、障害物の少ない砂漠における戦闘では不利であった。
前述の射程の欠陥は特に深刻とされ「野砲でありながら迫撃砲程度の射程しかない」と問題とされ、ビショップの乗員はしばしば主砲本来の仰角に地面の傾斜角を加えて射程を伸ばす目的で傾斜地を造成することまでした。しかし、この方式を取ると車体を左右に自由に動かすことができず、搭載砲の25ポンド野戦砲の牽引型は砲架下面にターンテーブルを装着して人力で素早く360度旋回させることができたため、この解決方法は砲の左右旋回範囲が小さいことも相まって「自走車体であるにもかかわらず前方の限定した角度にしか射界が取れず、自走できない牽引式の砲よりもむしろ使い勝手が悪い」という問題を生じさせている。
搭載できる弾薬も32発分しかなく、継続的な射撃には弾薬を積んだトレーラーを牽引するか弾薬運搬車が随伴する必要があるために“自走砲部隊としての機動的な運用”を阻害することが多く、そもそもビショップ自体がエンジンの馬力不足で低速であった。
こうした点から、同じ25ポンド野戦砲を装輪式の砲牽引車で牽引するものに対してさほどの優位性がなく、ビショップに対する評判は芳しからぬものだった。それでも、ビショップは英国陸軍砲兵隊にとり、“自走砲”というものの存在価値を認識させることに大いに貢献した。
ビショップはより使い勝手のよく高性能なM7自走砲やセクストン自走砲が十分な数揃うとこれらに代替された。残されたビショップも砲兵部隊での運用からは退けられ、訓練用に回された。イギリス軍の他、トルコ軍には1943年に48両が導入されている。

## 登場作品
『The Tunisia Front (1943)』
Youtube、British Pathé チャンネル動画。開始1:18～1:26の間にチュニジア配備時の砲撃姿が映っている。
『World of Tanks』
イギリス自走砲Bishopとして開発可能。
『コンバットチョロQ』
イギリスタンクとして登場。
『トータル・タンク・シミュレーター』
英国の自走砲BISHOPとして登場。